# Bromid rtuťný
Bromid rtuťný je bílá anorganická sloučenina se vzorcem Hg2Br2, jedovatá sloučenina kyseliny bromovodíkové a rtuti. Při zahřívání se uvolňuje brom, což zabarvuje látku do žluta. Tato látka funguje jako fluorescenční látka, v UV záření svítí oranžově. Existuje mimořádně vzácný nerost kuzminit s podobným složením, Hg2(Br,Cl)2.

## Příprava
Bromid rtuťný se vyrábí reakcí bromidu sodného a dusičnanu rtuťného.
| 2 NaBr + Hg2(NO3)2 → Hg2Br2 + 2 NaNO3 | \| \| \| \| \| \| \| \| |  |
|                                       |                         |  |
|                                       |                         |  |

Při zahřívání disproporcionuje na rtuť a bromid rtuťnatý.
| Hg2Br2 → HgBr2 + Hg | \| \| \| \| \| \| \| \| |  |
|                     |                         |  |
|                     |                         |  |

Při dalším zahřívání se látka rozpadá úplně na rtuť a brom.
| HgBr2 → Br + Hg | \| \| \| \| \| \| \| \| |  |
|                 |                         |  |
|                 |                         |  |